# Гладкобородова, Анна Ивановна
Анна Ивановна Гладкобородова (28 ноября 1893 года, деревня Конецгорье, Пинежский район, Архангельская область ― 20 мая 1943 года, Архангельск) ― русская советская сказительница.

## Биография
Анна Ивановна Гладкобородова родилась 28 ноября 1893 года в деревне Конецгорье нынешнего Чакольского сельсовета Пинежского района в бедной крестьянской семье. Дед и отец А. И. Гладкобородовой были сказители и песенники. Анна Ивановна окончила три класса сельской школы, её отдали учиться портняжному делу. Спустя год она уже самостоятельно шила, странствуя зимой по пинежским и мезенским деревням. Летом Анна Ивановна возвращалась в родную деревню и работала на сенокосе, на уборке урожая, на лесозаготовках и на сплаве леса. В 1930 году она переехала в город Архангельск, поступила в швейную мастерскую.
Создательница Северного русского народного хора и его художественный руководитель Антонина Яковлевна Колотилова, прослышав о А. И. Гладкобородовой, пригласила её в 1935 году в фольклорную группу хора. Здесь Анна Ивановна в 1936 году познакомилась со сказительницей Марфой Семёновной Крюковой, которая первая начала складывать «новины», воспевающие советскую новь, героические подвиги нашего народа. Анна Ивановна Гладкобородова последовала примеру М. С. Крюковой. Анна Ивановна сложила сказ о борьбе пинежских крестьян против интервентов и белогвардейцев. Назывался он «Бой в нашей деревне». Дебют был удачным. Успехом пользовался также сказ о славных делах папанинцев, живших на льдине, который очень понравился А. Я. Колотиловой. Она выбрала из него отрывок, который был положен на музыку, и хор несколько лет исполнял песню «Как по морюшку по Гренландскому». Песня эта была записана на граммофонную пластинку.
В годы Великой Отечественной войны Анна Ивановна Гладкобородова напела в ту пору много патриотических новин. Когда немецкие захватчики подошли к Москве, Анна Ивановна сложила сказ «Сколько зверь не рыщет, а могилу сыщет». Успехом пользовались песни и сказы «Бейте ворога, мои соколы», «Под славным Ленинградом было городом», «Крепость непрострельная», «Кто с мечом к нам пришёл, тот в огне сгорит», «О партизанке Тане», «Наступление» и другие.
Произведения А. И. Гладкобородовой публиковались в газете «Правда Севера» и центральной прессе. В первые дни войны её сказ «Грудью встанем за родину» был напечатан в «Комсомольской правде». Выступала она и на страницах газет «Правда», «Советское искусство» и других. Творчество сказительницы глубоко патриотично, проникнуто оптимизмом, верой в силы народные.
Анна Ивановна Гладкобородова выступала в госпиталях перед ранеными бойцами и перед красноармейцами, уходящими на фронт. Она пела «про богатырей сильных, могучих, про горячую любовь к Родине». Анна Ивановна верила в разгром ненавистного врага.
А. И. Гладкобородова не дожила до Дня Победы. Умерла Анна Ивановна 20 мая 1943 года в городе Архангельске.

## Произведения А. И. Гладкобородовой
- Величальные песни поёт наш народ // Правда. 1939. 25 дек.;
- Грудью встанем за Россию // Комсомольская правда. 1941. 19 июля;
- Сказы и песни, Архангельск, 1947.